# Hugo Berly
Hugo Berly Silva (Santiago, 1941. december 31. – Washington, 2009. december 24.) chilei válogatott labdarúgó.

## Pályafutása

### A válogatottban
1967 és 1974 között 10 alkalommal szerepelt a chilei válogatottban. Részt vett az 1966-os világbajnokságon.

## Sikerei, díjai
Unión Española
- Chilei bajnok (2): 1973, 1975